# Saturn Award für den besten Science-Fiction-Film
Folgende Filme haben den Saturn Award für den besten Science-Fiction-Film gewonnen:
| Jahr | Film                                                 | Weitere Nominierungen |
| ---- | ---------------------------------------------------- | --- |
| 1973 | Schlachthof 5                                        | keine weiteren Nominierungen |
| 1975 | … Jahr 2022 … die überleben wollen                   | Die Schlacht um den Planet der Affen Der Blob Der Tag des Delphins Die Odyssee der Neptun Der Schläfer Sssnake Kobra Westworld |
| 1976 | Rollerball                                           | Der Junge und sein Hund Die Frauen von Stepford |
| 1977 | Flucht ins 23. Jahrhundert                           | Die Brut des Bösen Futureworld – Das Land von Übermorgen God Told Me To Der Mann, der vom Himmel fiel Network Solaris |
| 1978 | Krieg der Sterne                                     | Unheimliche Begegnung der dritten Art Des Teufels Saat Die Insel des Dr. Moreau Das Ultimatum |
| 1979 | Superman: Der Film                                   | The Boys from Brazil Unternehmen Capricorn Die Katze aus dem Weltraum Die Körperfresser kommen |
| 1980 | Alien – Das unheimliche Wesen aus einer fremden Welt | Das schwarze Loch James Bond 007 – Moonraker – Streng geheim Star Trek: Der Film Flucht in die Zukunft |
| 1981 | Das Imperium schlägt zurück                          | Der Höllentrip Sador – Herrscher im Weltraum Der letzte Countdown Flash Gordon |
| 1982 | Superman II – Allein gegen alle                      | Die Klapperschlange Herzquietschen Heavy Metal Outland – Planet der Verdammten |
| 1983 | E.T. – Der Außerirdische                             | Blade Runner Der schleichende Tod Star Trek II: Der Zorn des Khan Tron |
| 1984 | Die Rückkehr der Jedi-Ritter                         | Das fliegende Auge Projekt Brainstorm Das Geheimnis von Centreville WarGames – Kriegsspiele |
| 1985 | Terminator                                           | 2010: Das Jahr, in dem wir Kontakt aufnehmen Der Wüstenplanet Star Trek III: Auf der Suche nach Mr. Spock Starman |
| 1986 | Zurück in die Zukunft                                | Cocoon Enemy Mine – Geliebter Feind Mad Max – Jenseits der Donnerkuppel James Bond 007 – Im Angesicht des Todes |
| 1987 | Aliens – Die Rückkehr                                | Der Flug des Navigators Peggy Sue hat geheiratet Nummer 5 lebt! Star Trek IV: Zurück in die Gegenwart |
| 1988 | RoboCop                                              | The Hidden – Das unsagbar Böse Die Reise ins Ich Masters of the Universe Predator Running Man |
| 1990 | Spacecop L. A. 1991                                  | Der Blob Cocoon II – Die Rückkehr Meine Stiefmutter ist ein Alien Nummer 5 gibt nicht auf Sie leben |
| 1991 | Total Recall – Die totale Erinnerung                 | Abyss – Abgrund des Todes Zurück in die Zukunft II Zurück in die Zukunft III Bill & Teds verrückte Reise durch die Zeit Flatliners – Heute ist ein schöner Tag zum Sterben Liebling, ich habe die Kinder geschrumpft RoboCop 2 Tremors – Im Land der Raketenwürmer |
| 1992 | Terminator 2 – Tag der Abrechnung                    | Roger Cormans Frankenstein Rollerboys Predator 2 Rocketeer Timescape |
| 1993 | Star Trek VI: Das unentdeckte Land                   | Alien 3 Freejack – Geisel der Zukunft Liebling, jetzt haben wir ein Riesenbaby Der Rasenmähermann Jagd auf einen Unsichtbaren |
| 1994 | Jurassic Park                                        | Demolition Man Feuer am Himmel Fortress – Die Festung Der Tod kommt auf vier Pfoten Meteor Man RoboCop 3 |
| 1995 | Stargate                                             | Body Snatchers – Angriff der Körperfresser Flucht aus Absolom Puppet Masters – Bedrohung aus dem All Star Trek: Treffen der Generationen Street Fighter – Die entscheidende Schlacht Timecop                                                                       |
| 1996 | 12 Monkeys                                           | Congo Judge Dredd Outbreak – Lautlose Killer Species Strange Days Waterworld |
| 1997 | Independence Day                                     | Flucht aus L.A. DNA – Die Insel des Dr. Moreau Mars Attacks! Mystery Science Theater 3000: The Movie Star Trek: Der erste Kontakt |
| 1998 | Men in Black                                         | Alien – Die Wiedergeburt Contact Das fünfte Element Postman Starship Troopers |
| 1999 | Armageddon Dark City                                 | Deep Impact Lost in Space Star Trek: Der Aufstand Akte X – Der Film |
| 2000 | Matrix                                               | eXistenZ Galaxy Quest – Planlos durchs Weltall Pitch Black – Planet der Finsternis Star Wars: Episode I – Die dunkle Bedrohung The 13th Floor – Bist du was du denkst?                                                                                             |
| 2001 | X-Men                                                | The 6th Day The Cell Hollow Man – Unsichtbare Gefahr Space Cowboys Titan A.E. |
| 2002 | A.I. – Künstliche Intelligenz                        | Jurassic Park III Lara Croft: Tomb Raider The One Planet der Affen Vanilla Sky |
| 2003 | Minority Report                                      | Men in Black II Signs – Zeichen Solaris Star Trek: Nemesis Star Wars: Episode II – Angriff der Klonkrieger |
| 2004 | X-Men 2                                              | Hulk Lara Croft: Tomb Raider – Die Wiege des Lebens Matrix Revolutions Paycheck – Die Abrechnung Terminator 3 – Rebellion der Maschinen |
| 2005 | Vergiss mein nicht!                                  | Butterfly Effect The Day After Tomorrow Die Vergessenen I, Robot Sky Captain and the World of Tomorrow |
| 2006 | Star Wars: Episode III – Die Rache der Sith          | Fantastic Four Die Insel The Jacket Serenity – Flucht in neue Welten Krieg der Welten |
| 2007 | Children of Men                                      | Déjà Vu – Wettlauf gegen die Zeit The Fountain Prestige – Die Meister der Magie V wie Vendetta X-Men: Der letzte Widerstand |
| 2008 | Cloverfield                                          | Fantastic Four: Rise of the Silver Surfer I Am Legend Mimzy – Meine Freundin aus der Zukunft Sunshine Transformers |
| 2009 | Iron Man                                             | Der Tag, an dem die Erde stillstand Eagle Eye – Außer Kontrolle Der unglaubliche Hulk Indiana Jones und das Königreich des Kristallschädels Jumper |
| 2010 | Avatar – Aufbruch nach Pandora                       | The Book of Eli Knowing – Die Zukunft endet jetzt Moon Star Trek Transformers – Die Rache X-Men Origins: Wolverine |
| 2011 | Inception                                            | Hereafter – Das Leben danach Iron Man 2 Alles, was wir geben mussten Splice – Das Genexperiment Tron: Legacy |
| 2012 | Planet der Affen: Prevolution                        | Captain America: The First Avenger Der Plan Ohne Limit Super 8 X-Men: Erste Entscheidung |
| 2013 | Marvel’s The Avengers                                | Chronicle – Wozu bist Du fähig? Cloud Atlas Die Tribute von Panem – The Hunger Games Looper Prometheus – Dunkle Zeichen |
| 2014 | Gravity                                              | Ender’s Game – Das große Spiel Die Tribute von Panem – Catching Fire Pacific Rim Riddick: Überleben ist seine Rache Star Trek Into Darkness |
| 2015 | Interstellar                                         | Planet der Affen: Revolution Edge of Tomorrow Godzilla Die Tribute von Panem – Mockingjay Teil 1 The Zero Theorem |
| 2016 | Star Wars: Das Erwachen der Macht                    | Ex Machina Jurassic World Mad Max: Fury Road Der Marsianer – Rettet Mark Watney Terminator: Genisys |
| 2017 | Rogue One: A Star Wars Story                         | Arrival Independence Day: Wiederkehr Midnight Special Passengers Star Trek Beyond |
| 2018 | Blade Runner 2049                                    | Alien: Covenant Life Star Wars: Die letzten Jedi Valerian – Die Stadt der tausend Planeten Planet der Affen: Survival |
| 2019 | Ready Player One                                     | Alita: Battle Angel Bumblebee Jurassic World: Das gefallene Königreich Solo: A Star Wars Story Sorry to Bother You Upgrade |
| 2021 | Star Wars: Der Aufstieg Skywalkers                   | Ad Astra – Zu den Sternen Gemini Man Lucy in the Sky Tenet Terminator: Dark Fate |
| 2022 | Nope                                                 | Crimes of the Future Dune Free Guy Godzilla vs. Kong Jurassic World: Ein neues Zeitalter |
| 2024 | Avatar: The Way of Water                             | The Creator M3GAN Prey Transformers: Aufstieg der Bestien |
| 2025 | Dune: Part Two                                       | Furiosa: A Mad Max Saga Die Tribute von Panem – The Ballad of Songbirds and Snakes Planet der Affen: New Kingdom Megalopolis Venom: The Last Dance |